# Südatlantische Anomalie

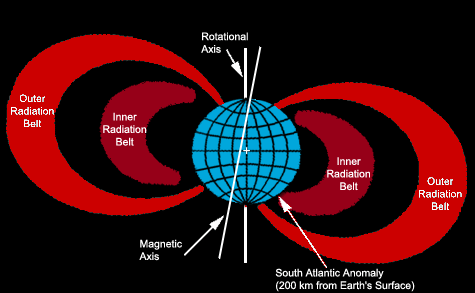
Erdmagnet-Dipolachse, verschoben gegenüber dem Erdmittelpunkt, veranschaulicht SAA

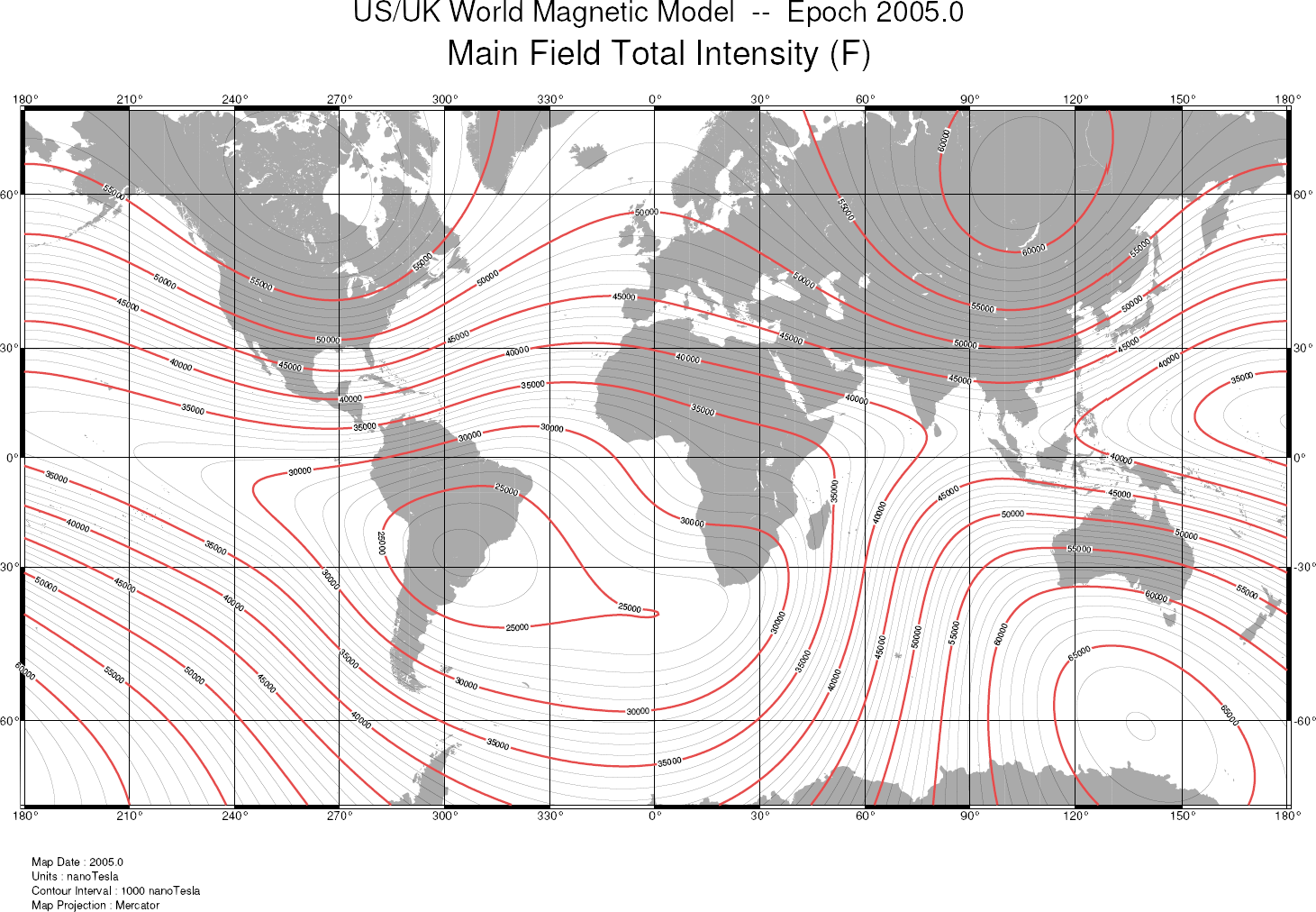
Schwaches Erdmagnetfeld am Ort der SAA (Flussdichte in Nanotesla)

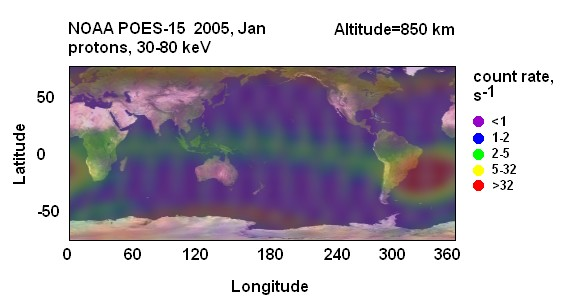
Erhöhte Strahlenbelastung im Bereich der Südatlantischen Anomalie. Das Bild zeigt die ortsaufgelöste Zählrate von Protonen mit einer Energie von 30 bis 80 keV, gemessen von einem NOAA-Satelliten in 850 km Höhe.

Die Südatlantische Anomalie (englisch South atlantic anomaly, SAA) ist ein Bereich erhöhter Strahlungsaktivität, die mit einer regionalen magnetischen Anomalie zusammenhängen dürfte. Ihr Zentrum liegt vor der Küste Brasiliens, ungefähr bei 40° West und 30° Süd.
Der Van-Allen-Strahlungsgürtel umgibt die Erde in einem Abstand von mehreren hundert Kilometern. Im Bereich der Südatlantischen Anomalie kommt er ihr deutlich näher. Niedrigfliegende Satelliten mit einer Inklination zwischen 35° und 60° und Bahnhöhen von 400 km  sind hier einer höheren Teilchenstrahlung aus Elektronen und insbesondere Protonen ausgesetzt.
Die Energie der Protonen im Strahlungsgürtel liegt unterhalb von 500 MeV. Diese Korpuskularstrahlung wird effektiv von der Erdatmosphäre abgeschirmt. Gleichzeitig sorgen Transportprozesse dafür, dass die geladenen Teilchen weitgehend zurück in den Strahlungsgürtel reflektiert werden. Anders als häufig behauptet, beeinflusst die Südatlantischen Anomalie weder die radioaktive Belastung am Boden, noch die Strahlung innerhalb der niedrigen dichten Atmosphäre. Sowohl Simulationsrechnungen, als auch direkte Strahlungsmessungen zeigen keinerlei Auffälligkeiten. Die Flugkampagne mit einem Airbus A350 im Jahr 2021 erfolgte in einer Flughöhe von 13 km (FL430).
Durch die im Jahr 2013 gestartete Satellitenmission SWARM der ESA soll die sich erweiternde und vertiefende Südatlantische Anomalie genauer als bisher erforscht und vermessen werden.
Bereits Alexander von Humboldt beobachtete um 1830 die verringerte Stärke des Erdmagnetfeldes über dem südlichen Atlantik (siehe Bild rechts oben). Eine Ursache dafür ist, dass die Dipolachse des Magnetfeldes nicht durch das Geozentrum (Erdmittelpunkt) verläuft, sondern um 450 km in Richtung 140° östlicher Länge (ca. nach Neuguinea) verschoben ist – also entgegengesetzt zur geografischen Länge der Südatlantischen Anomalie.
Die Südatlantische Anomalie wandert derzeit um 0,3° pro Jahr nach Westen. Die Geschwindigkeit liegt in der Größenordnung der differentiellen Rotation der Erde.